# Ступін Олексій Якович
Олексі́й Я́кович Сту́пін (*1861—†1928) — український науковець. Професор. Ректор Київського політехнічного інституту

## Біографія
Народився в 1861 році. Закінчив Імператорське Московське технічне училище. У 1903—1928 рр. професор, завідувач кафедри парових котлів Київського політехнічного інституту. На кафедрі працювали видатні, на той час, фахівці-теплоенергетики професори Трохим Усенко, Г. С. Жирицький, Н. О. Ладиженський, Е. І. Ромм (тоді ще інженер-проектант, який виконав проект першого вітчизняного вертикально-водотрубного котла), ст. н. с. В. В. Синецький та інші. Викладачами кафедри в той період було підготовлено низку наукових і навчальних праць.
У 1919 — 1920 — в.о. Ректора Київського політехнічного інституту

## Наукові праці
- «Прилади для штучної циркуляції води в парових котлах» (1905)
- «Курс лекцій по паровим котлам» (1909)
- «Експериментальні роботи по дослідженню кам'яного вугілля і антрацити Донецького басейну» (1914)
- «Паливні елементи для спалювання українських торфів» (1916)
- «Парові котли» (1925).